# Kriváň (okres Detva)
Kriváň je obec na Slovensku v okrese Detva. Žije zde přibližně 1 800 obyvatel. První písemná zmínka o obci pochází z roku 1955.
Obec se nachází ve východní části Zvolenské kotliny, v povodí Slatiny, protékající jejím severozápadním okrajem. Severně od Kriváně se zvedají výběžky Poľany, jižně se zvedá předhůří Javorie.